# Skissblock

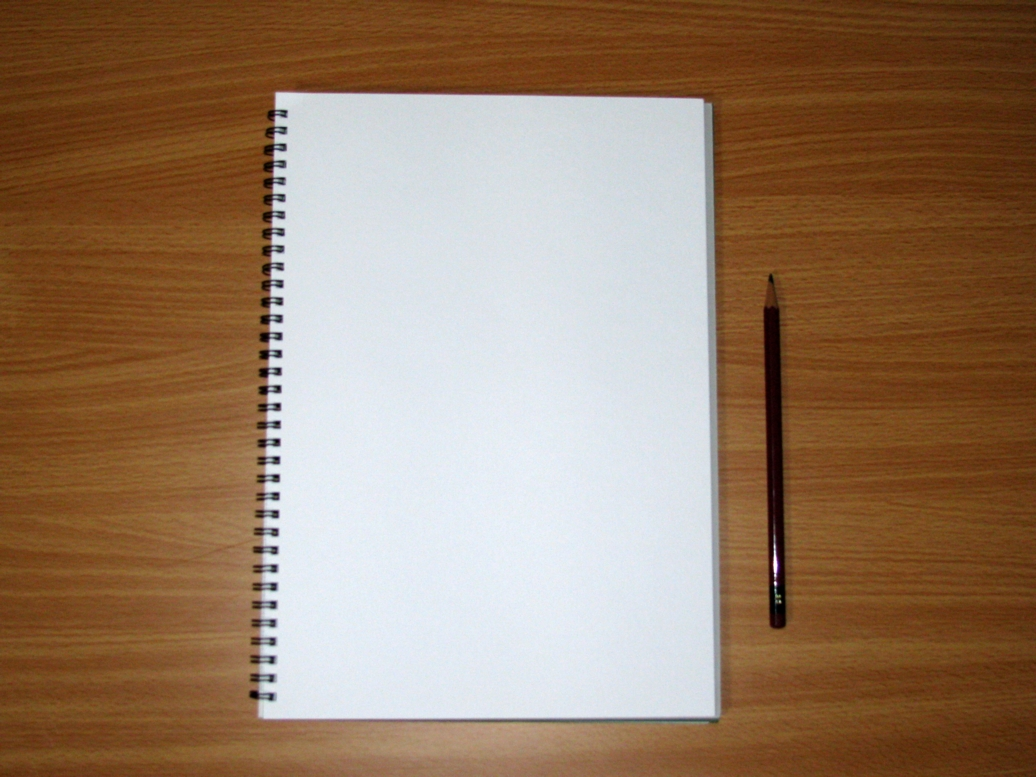
Skissblock och penna.

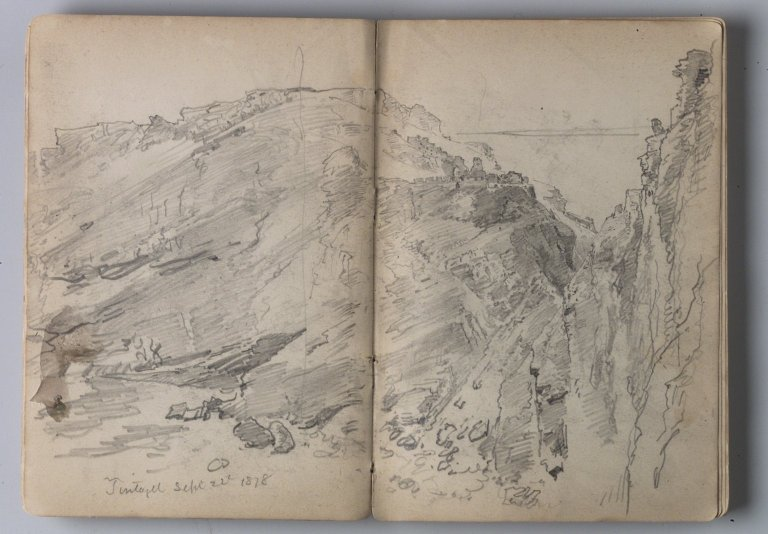
Sketchbook of English Landscape and Coastal Scenery, skissblock med teckningar av konstnären William Trost Richards, från Brooklyn Museums samling.

Ett skissblock, eller skissbok, är en samling blanka pappersark avsedda att skissa eller teckna på. Pappren är sammanbundna på ett eller annat sätt, exempelvis i form av ett spiralblock eller inbunden som en bok. Skissblocket används ofta av konstnärer, modeskapare, kreatörer och liknande, och i den samlas idéer och bilder som del av den kreativa eller konstnärliga processen. Det finns en mängd olika storlekar och former av skissblock med olika papperskvalitet och sidantal. 
Skissblocket är, så att säga, nära besläktad med anteckningsboken, men särskiljs genom att den förra används mer för bild än för text, men det finns ingen skarp gräns mellan dem. Orden "skissblock" och "skissbok" dyker upp i svenskan kring 1880-talet.